# 北の家族
北の家族（きたのかぞく）
- 1973年度のNHK連続テレビ小説。本稿で詳述。
- 株式会社パートナーズダイニングが運営する同名の居酒屋チェーン。
- JR函館本線函館駅および北海道新幹線・函館本線新函館北斗駅で販売されている駅弁。
- 関西テレビで放送されたバラエティ番組『ビバッ!! 北野家族』。

『北の家族』（きたのかぞく）は、1973年（昭和48年）4月2日から1974年（昭和49年）3月30日まで放送されたNHK連続テレビ小説の第13作。全308回。

## 概要
2人の兄妹の成長をメインに、親と子、兄と妹など家族のあり方や心の葛藤を描いた。
物語の舞台は中盤以降函館から金沢へ移った。それに合わせてオープニング映像も函館の元町の景色から金沢の瓦屋根と石川門に変わった。ただし、収録も内幸町から渋谷へ移転しても、内幸町時代が残っている。
放送期間平均視聴率は46.1%、最高視聴率は51.8%であった（関東地区、ビデオリサーチ調べ）。

## 映像の現存状況
NHK公式には数本が保存されている。放送ライブラリーでは第1回が公開。
1984年7月26日放送の『NHKライブラリー選集』（NHK総合）にて本作の第1回と最終回が再放送された。

## 登場人物

### 佐々木家
佐々木志津
演 - 高橋洋子
ヒロイン
佐々木和夫
演 - 清水章吾
志津の兄
佐々木春
演 - 左幸子
志津の母
佐々木辰造
演 - 下元勉
志津の父
佐々木信二
演 - 三浦康晴
志津の弟

### 金沢編
三井絹
演 - 北城真記子
春の母で、志津たちの祖母。優しい反面芯の強さを持つカが女。しきたりにうるさく和夫や志津たちも厳しくしつける。
三井正之
演 - 日下武史
春の弟で、志津たちの叔父。鷹揚としたタイプで友禅模様師として代々跡をついでいる。真面目で仕事一途な男。
三井園子
演 - 南風洋子
正之の妻。義姉・春一家が転がり込んできても嫌な顔ひとつせず優しく気を配る心根のよい女性。
三井百合子
演 - 新井春美
正之の一人娘。 大学1年生で、志津達とはいとこになる。志津とは違い、金沢の古さと新しさを身につけている。
ツネ
演 - 矢吹寿子
17のときから35年間三井家に奉公している女中。飾り気がなく素朴でお人よし。かつて辰造に思いを寄せていた。
宇野誠也
演 - 根上淳
三井家の主治医。神経質なようでいて妙な落ち着きを持っている。春とは幼なじみ。
宇野文子
演 - 竹沢テイ子
誠也の妻。綺麗好きで素直な女だが、病弱で子宝に恵まれない。
上田千代子
演 - 楠トシエ
春の女学校時代の親友。2度結婚に失敗し、現在は食品のセールスをしている。
島田平吉
演 - 花沢徳衛
源太郎の父。一徹者だが、腕の立つ大工。今はやもめ暮らしをしている。
島田源太郎
演 - 西田敏行
東京で和夫と一緒に仕事をしていた大工。陽気でスケールの大きな男。
島田京子
演 - 吉野佳子
源太郎の妻。かつて水商売をしていたことで平吉に嫌われるが、気の優しい女性。
鈴木松代
演 - 南一恵
宇野医院の准看護婦。志津と馬が合い、平吉の2階へ同居する。なかなかしっかり者。
木村洋三
演 - 園田裕久
ボンボン育ちの平凡なサラリーマン。気が弱く頼りなく妻に頭が上がらない。
木村泰子
演 - 岩本多代
洋三の妻。園子の妹で、百合子の母方の叔母。明るく美人だが、洋三と喧嘩が絶えない。
田宮英次
演 - 串田和美
泰子の弟で、百合子の母方の叔父。秀才だが、金沢の古さを嫌い気ままに生きている山男。

### その他
野村いさ
演 - 七尾伶子
野村一郎
演 - 長澄修
長沢悠子
演 - 文野朋子
山崎幸司
演 - 細川俊之
その他
演 - 三田和代、草野大悟、横光勝彦、矢田稔、岩田安生

## スタッフ
- 作 - 楠田芳子[7]
- 音楽 - 三枝成章[7]
- 主題歌 - 赤い鳥「風は旅人」
- イメージソング - 森るみ子「白い花」
  - 作詞 - 楠田芳子 / 作曲 - 三枝成章 / 編曲 - 青木望
- 制作 - 竹内日出男[7]
- 美術 - 川上潔[7]
- 技術 - 館和夫[7]
- 効果 - 松崎州男[7]
- 撮影 - 河野祐一[7]
- 演出 - 松井恒男[7]
- 語り - 緒形拳[7]